# Pinterville
Pinterville és un municipi francès situat al departament de l'Eure i a la regió de Normandia. L'any 2007 tenia 851 habitants.

## Demografia

### Població
El 2007 la població de fet de Pinterville era de 851 persones. Hi havia 300 famílies de les quals 44 eren unipersonals (12 homes vivint sols i 32 dones vivint soles), 84 parelles sense fills, 148 parelles amb fills i 24 famílies monoparentals amb fills.
La població ha evolucionat segons el següent gràfic:
Habitants censats

### Habitatges
El 2007 hi havia 315 habitatges, 300 eren l'habitatge principal de la família, 8 eren segones residències i 7 estaven desocupats. 313 eren cases i 1 era un apartament. Dels 300 habitatges principals, 274 estaven ocupats pels seus propietaris, 22 estaven llogats i ocupats pels llogaters i 4 estaven cedits a títol gratuït; 3 tenien una cambra, 3 en tenien dues, 32 en tenien tres, 101 en tenien quatre i 161 en tenien cinc o més. 241 habitatges disposaven pel capbaix d'una plaça de pàrquing. A 98 habitatges hi havia un automòbil i a 188 n'hi havia dos o més.

### Piràmide de població
La piràmide de població per edats i sexe el 2009 era:
| Homes | Edats   | Dones |
| ----- | ------- | ----- |
| 0     | 95 o +  | 0     |
| 0     | 90 a 94 | 0     |
| 0     | 85 a 89 | 16    |
| 4     | 80 a 84 | 0     |
| 4     | 75 a 79 | 8     |
| 16    | 70 a 74 | 8     |
| 16    | 65 a 69 | 20    |
| 16    | 60 a 64 | 20    |
| 20    | 55 a 59 | 20    |
| 24    | 50 a 54 | 16    |
| 64    | 45 a 49 | 52    |
| 28    | 40 a 44 | 56    |
| 12    | 35 a 39 | 28    |
| 20    | 30 a 34 | 16    |
| 12    | 25 a 29 | 8     |
| 40    | 20 a 24 | 16    |
| 52    | 15 a 19 | 56    |
| 16    | 10 a 14 | 28    |
| 44    | 5 a 9   | 16    |
| 16    | 0 a 4   | 8     |

## Economia
El 2007 la població en edat de treballar era de 584 persones, 438 eren actives i 146 eren inactives. De les 438 persones actives 402 estaven ocupades (207 homes i 195 dones) i 36 estaven aturades (18 homes i 18 dones). De les 146 persones inactives 46 estaven jubilades, 59 estaven estudiant i 41 estaven classificades com a «altres inactius».

### Ingressos
El 2009 a Pinterville hi havia 303 unitats fiscals que integraven 794 persones, la mediana anual d'ingressos fiscals per persona era de 21.232 €.

### Activitats econòmiques
Dels 26 establiments que hi havia el 2007, 1 era d'una empresa de fabricació de material elèctric, 3 d'empreses de fabricació d'altres productes industrials, 6 d'empreses de construcció, 6 d'empreses de comerç i reparació d'automòbils, 2 d'empreses de transport, 2 d'empreses d'hostatgeria i restauració, 1 d'una empresa financera, 1 d'una empresa immobiliària, 2 d'empreses de serveis i 2 d'empreses classificades com a «altres activitats de serveis».
Dels 11 establiments de servei als particulars que hi havia el 2009, 2 eren tallers de reparació d'automòbils i de material agrícola, 3 guixaires pintors, 2 lampisteries, 1 empresa de construcció, 2 perruqueries i 1 restaurant.
L'únic establiment comercial que hi havia el 2009 era una botiga de material esportiu.
L'any 2000 a Pinterville hi havia 7 explotacions agrícoles.

## Equipaments sanitaris i escolars
El 2009 hi havia una escola elemental.

## Poblacions més properes
El següent diagrama mostra les poblacions més properes.